# Bierz forsę i w nogi
Bierz forsę i w nogi (ang. Take the Money and Run) – amerykańska komedia kryminalna z 1969 roku w reżyserii Woody’ego Allena, zrealizowana w konwencji mockumentu.

## Fabuła
Virgil Starkwell przyszedł na świat w New Jersey 1 grudnia 1935 (identycznie jak grający go aktor, Woody Allen). Dorastał w dzielnicy nędzy, gdzie obecna była zorganizowana przestępczość. Kiedy Virgil miał 15 lat, dostał w prezencie wiolonczelę, był jednak pozbawiony talentu muzycznego. W wieku 18 lat rzucił szkołę i wstąpił do gangu. Zanim skończył 25 lat, był poszukiwany w sześciu stanach za napad z bronią w ręku.
Osadzony w więzieniu, próbował ucieczki, terroryzując więziennych strażników pistoletem wykonanym z mydła i pomalowanym czarną pastą do butów. Udało się, lecz zaczął padać ulewny deszcz. Kolejna okazja do ucieczki kończy się pechowo dla Virgila.
Za zgłoszenie się na ochotnika do przetestowania nowej szczepionki, zostaje zwolniony warunkowo. Wstydzi się swojej przeszłości i nie wraca do domu. Wynajmuje pokój w tanim hotelu. Nie mając środków na utrzymanie, próbuje drobnych kradzieży, ale z marnym skutkiem. Chcąc ukraść torebkę młodej dziewczynie, odpoczywającej na trawie w parku, nawiązuje z nią rozmowę. Louise opowiada o swojej pracy w pralni i zamiłowaniach artystycznych. Zafascynowany dziewczyną Virgil zakochuje się w niej, a ona również obdarza go uczuciem. Przy niej notoryczny przestępca chciałby odmienić swoje życie, ale bez pieniędzy trudno jest zakładać dom i rodzinę. Virgil postanawia, już po raz ostatni, obrabować bank. Nie udaje się, powraca do celi.
Kolejna próba ucieczki zupełnie nieoczekiwanie kończy się sukcesem. Virgil i Louise biorą cichy ślub. Przenoszą się do innego stanu. Wkrótce przychodzi na świat ich pierwsze dziecko. Ojciec rodziny znajduje też pracę w biurze. Poszukiwany przez policję Starkwell zostaje jednak zdemaskowany przez jedną z pracownic, która go szantażuje. Virgil znowu staje w trudnej sytuacji.